# Patrick Flueger
Patrick Flueger (Red Wing, Minnesota, 1983. december 10. –) amerikai színész.

## Élete és pályafutása
Flueger a Red Wing High School-ban végzett. Két fiatalabb testvére van. Átütő sikert hozott a karrierjében a Neveletlen hercegnő című film, és a 4400 című sorozat.

## Filmográfia

### Film
| Év   | Magyar cím                | Eredeti cím                       | Szerep               | Magyar hang   |
| ---- | ------------------------- | --------------------------------- | -------------------- | ------------- |
| 2001 | Neveletlen hercegnő       | The Princess Diaries              | Jeremiah Hart        | Halasi Dániel |
| 2005 | A leggyorsabb Indian      | The World's Fastest Indian        | Rusty                | Vári Attila   |
| 2007 |                           | Spin (You Are Here)               | Ryan                 |               |
| 2009 | Mészárlás szabály szerint | Kill Theory                       | Michael              | Előd Botond   |
| 2009 | A hullagyártó             | The Job                           | Bubba                | Fenyő Iván    |
| 2009 | Testvérek                 | Brothers                          | Joe Willis közlegény | Vári Attila   |
| 2010 |                           | VideoDome Rent-O-Rama (rövidfilm) | Dick                 |               |
| 2010 |                           | Mother's Day                      | Izaak 'Ike' Koffin   |               |
| 2011 |                           | Footloose                         | Chuck Cranston       |               |
| 2013 |                           | Present Trauma (rövidfilm)        | Keith                |               |
| 2014 |                           | San Patricios                     | Sean Donnelly        |               |
| 2015 |                           | Loaded                            | Ethan                |               |
| 2016 |                           | Lawless Range                     | Sean Donnelly        |               |
| 2016 |                           | The Tell-Tale Heart               | Sean                 |               |
| 2017 |                           | The Super                         | Phil Lodge           |               |
| 2018 |                           | Lawless Range                     | Sean Donnelly        |               |

### Televízió
| Év        | Magyar cím                               | Eredeti cím                       | Szerep                | Megjegyzések                    |
| --------- | ---------------------------------------- | --------------------------------- | --------------------- | ------------------------------- |
| 2002      |                                          | Septuplets                        | Zeke Wilde            | próbaepizód, nem került adásba  |
| 2003      | Amynek ítélve                            | Judging Amy                       | Mark Thurber          | 1 epizód                        |
| 2003      |                                          | The Pitts                         | 'Pipe' Keith          | 1 epizód                        |
| 2003      | CSI: Miami helyszínelők                  | CSI: Miami                        | Brad Kenner           | 1 epizód                        |
| 2003      |                                          | Boston Public                     | Joseph Prager         | 1 epizód                        |
| 2003      | A javulás útja                           | Twelve Mile Road                  | Will Coffey           | tévéfilm                        |
| 2003      | A Sorscsapás család                      | Grounded for Life                 | Caleb                 | 1 epizód                        |
| 2003      | JAG – Becsületbeli ügyek                 | JAG                               | Miles Yates           | 1 epizód                        |
| 2004      | Esküdt ellenségek: Különleges ügyosztály | Law & Order: Special Victims Unit | Aiden Connor          | 1 epizód                        |
| 2004      |                                          | Paradise                          | Luke Paradise         | tévéfilm                        |
| 2004      | Minden relatív                           | It's All Relative                 | Lance                 | 1 epizód                        |
| 2004–2007 | 4400                                     | The 4400                          | Shawn Farrell         | főszereplő (43 epizód)          |
| 2010      |                                          | Scoundrels                        | Logan West / Cal West | főszereplő (8 epizód)           |
| 2013      |                                          | Hatfields & McCoys                | Jack McCoy            | próbaepizód, nem került adásba  |
| 2013      | Gyilkos elmék                            | Criminal Minds                    | Paul Westin           | 1 epizód                        |
| 2013      | 13-as raktár                             | Warehouse 13                      | Evan Smith ranger     | 1 epizód                        |
| 2014–2021 | Lángoló Chicago                          | Chicago Fire                      | Adam Ruzek            | visszatérő szereplő (12 epizód) |
| 2014–     | Bűnös Chicago                            | Chicago P.D.                      | Adam Ruzek            | főszereplő                      |
| 2017      |                                          | Special Skills                    | Paddy                 | 1 epizód                        |
| 2022      | 4400                                     | 4400                              | Caleb                 | 1 epizód                        |